# Carlos do Carmo
Carlos Manuel de Ascenção do Carmo de Almeida (Lisbona, 21 dicembre 1939 – Lisbona, 1º gennaio 2021) è stato un cantante portoghese.
Rappresentò il Portogallo all'Eurovision Song Contest 1976. Nel 2014 ricevette un Latin Grammy Award alla carriera.
È morto il 1º gennaio 2021 all'età di 81 anni a causa di un aneurisma.